# Unter der roten Laterne von St. Pauli
"Unter der roten Laterne von St. Pauli" är en tysk tangosång från 1940-talet. Den komponerades av Ralph Maria Siegel och med text av Günther Schwenn och Peter Schaeffers. Den första som sjöng in sången var svensken Sven-Olof Sandberg, 1941 på Odeon.
Lale Andersen, Peter Kraus och Lolita tillhör de sångare som spelat in versioner av sången.
En svensk version insjungen av Anita Lindblom låg 1968 i 13 veckor på Svensktoppen. Den svenska låttiteln var "Kring de små husen i gränderna vid hamnen" och texten skriven av Gunilla Sandberg. Ursprungligen hade den svenska versionen översatts för Ulla Billquists räkning.
Låttiteln syftar på St. Pauli, hamnstaden Hamburgs prostitutionsstråk. Låttiteln inkluderar den röda lykta som traditionellt förknippats med prostitution eller sexbranschen mer allmänt.